# Gouvernement Plaek Phibunsongkhram (2)
Thaïlande
9e cabinet
(Plaek Phibunsongkhram I) 11e cabinet
(Khuang Aphaiwong I)
Le deuxième gouvernement Plaek Phibunsongkhram (thaï : คณะรัฐมนตรีแปลก พิบูลสงคราม 2, litt. Cabinet Plaek Phibunsongkhram 2) est le dixième gouvernement de la Thaïlande, entre le 10 mars 1942 et le 1er août 1944.
Dirigé par Plaek Phibunsongkhram, Premier ministre sortant, il succède au premier gouvernement de ce dernier.

## Historique du mandat

### Formation
Le précédent gouvernement, le premier de Plaek Phibunsongkhram, Premier ministre sortant, remet sa démission le 6 mars 1942. Le jour suivant, celui-ci est reconduit dans ses fonctions. Son gouvernement est aussitôt nommé quelques jours plus tard.
Le gouvernement présente ensuite sa politique générale, devant la troisième législature de la Chambre des représentants, le 16 décembre 1942, qui lui donne sa confiance.

### Fin
Le 24 juillet 1944, Plaek Phibunsongkhram ainsi que l'ensemble des membres de son gouvernement remettent leurs démissions à la suite de rejets de projets de loi relatifs à des décrets d'urgence par la Chambre des représentants.
Le 1er août 1944, Khuang Aphaiwong, précédemment ministre des Transports, puis ministre du Commerce au sein du gouvernement, est nommé pour remplacer le Premier ministre sortant.

## Composition initiale

### Premier ministre et ministres
| Fonction                                                                 | Nom                                |
| ------------------------------------------------------------------------ | ---------------------------------- |
| Premier ministre Ministre de la Défense Ministre des Affaires étrangères | Plaek Phibunsongkhram              |
| Ministre des Finances                                                    | Pao Pianlert Boriphanyutthakit     |
| Ministre de l'Économie                                                   | Charoon Rattanakul Serirerngrit    |
| Ministre de la Santé publique                                            | Chuang Chawengsaksongkhram         |
| Ministre de l'Agriculture                                                | Sin Kamonnawin                     |
| Ministre des Transports                                                  | Khuang Aphaiwong                   |
| Ministre de l'Intérieur                                                  | Mangkorn Promyothi                 |
| Ministre de la Justice                                                   | Thawan Thamrongnawasawat           |
| Ministre de l'Éducation                                                  | Prayoon Phamonmontri               |
| Ministre sans portefeuille                                               | Duean Bunnag                       |
| Ministre sans portefeuille                                               | Thawi Bunyaket                     |
| Ministre sans portefeuille                                               | Boonjiam Komolmit                  |
| Ministre sans portefeuille                                               | Muni Mahasantana Wechayanrangsarit |
| Ministre sans portefeuille                                               | Wanich Pananon                     |
| Ministre sans portefeuille                                               | Sawat Sawatnarong                  |

### Vice-ministres
- Vice-ministre de la Défense : Pichit Kriangsakphichit
- Vice-ministre des Finances : Thian Kenglongying
- Vice-ministre des Affaires étrangères : Wichit Wichitwathakan
- Vice-ministre de l'Économie : Dej Sanitwong
- Vice-ministre de l'Agriculture : Uthai Saengmanee
- Vice-ministres de l'Intérieur : Adul Aduldejarat, Po-Ra Samaharn
- Vice-ministre de l'Éducation : Bung Supachalasai

## Évolution de la composition

### 20 mars 1942
- Kai Sombatsiri est nommé ministre (sans portefeuille)[5].

### 8 mai 1942
- Muni Mahasantana Wechayanrangsarit, ministre (sans portefeuille), est nommé ministre de l'Industrie[6].
- Charoon Rattanakul, ministre de l'Économie, est nommé ministre du Commerce[6].
- Dej Sanitwong, vice-ministre de l'Économie, est nommé vice-ministre du Commerce[6].
- Bung Supachalasai, vice-ministre de l'Éducation, est nommé vice-ministre des Transports[6].

### 19 juin 1942
- Wichit Wichitwathakan, vice-ministre des Affaires étrangères, est nommé ministre des Affaires étrangères, en remplacement de Plaek Phibunsongkhram[7].

### 8 septembre 1942
- Khuang Aphaiwong, ministre des Transports, est nommé ministre du Commerce[8].
- Charoon Rattanakul, ministre du Commerce, est nommé ministre des Transports[8].

### 24 octobre 1942
- Udomyotha Rattanawadi est nommé ministre (sans portefeuille)[9].

### 15 février 1943
- Khuang Aphaiwong et Thawi Bunyaket démissionnent de leurs fonctions, respectivement, de ministre du Commerce et de ministre (sans portefeuille)[10],[11].

### 3 mars 1943
- Dej Sanitwong, vice-ministre du Commerce, est nommé ministre du Commerce[12].

### 30 mars 1943
- Kri Dechatiwong est nommé ministre (sans portefeuille)[13].

### 14 avril 1943
- Jiam Komolmit démissionne de sa fonction de ministre (sans portefeuille)[14].

### 1erseptembre 1943
- Kri Dechatiwong, ministre (sans portefeuille), est nommé vice-ministre de l'Industrie[15].

### 14 septembre 1943
- Adul Aduldejarat, vice-ministre de l'Intérieur, se voit rajouter le portefeuille supplémentaire de vice-Premier ministre[16],[N 1].

### 21 septembre 1943
- Duean Bunnag, ministre (sans portefeuille), est nommé vice-ministre de l'Éducation[17].
- Kap Thewaritthiphanluek Tattanon est nommé ministre (sans portefeuille), en remplacement de Duean Bunnag[17].

### 19 octobre 1943
- Wichit Wichitwathakan, vice-ministre des Affaires étrangères, démissionne de ses fonctions[18].

### 20 octobre 1943
- Direk Chainam est nommé vice-ministre des Affaires étrangères[19].
- Kai Sombatsiri, ministre (sans portefeuille), est nommé vice-ministre du Commerce[19].
- Chai Pratheepsen (secrétaire général du Cabinet) est nommé ministre (sans portefeuille)[19].
- Thian Kenglongying, vice-ministre des Finances, démissionne de ses fonctions[20].

### 30 octobre 1943
- Wanich Pananon, ministre (sans portefeuille), est nommé vice-ministre des Finances[21].

### 15 novembre 1943
- Pichit Kriangsakphichit, vice-ministre de la Défense, est nommé ministre de la Défense[22].
- Sawat Sawatnarong, ministre (sans portefeuille), est nommé vice-ministre de la Défense (en remplacement de Pichit Kriangsakphichit)[22].

### 26 décembre 1943
- Uthai Saengmanee, vice-ministre de l'Agriculture, est nommé vice-ministre de l'Intérieur[23].
- Sangwon Suwannacheep est nommé ministre (sans portefeuille)[23].

### 1erfévrier 1944
- Wanich Pananon démissionne de ses fonctions de vice-ministre des Finances[24].

### 6 février 1944
- Chuang Chawengsaksongkhram, ministre de la Santé publique et se trouvant dans la province de Phetchabun, se voit rajouter le portefeuille supplémentaire de vice-Premier ministre pour pouvoir gérer la province à la place du Premier ministre[25].

### 27 mars 1944
- Kri Dechatiwong démissionne de ses fonctions de vice-ministre de l'Industrie[26].